# Episodi di Henry e Kip (prima stagione)
La prima stagione della serie televisiva Henry e Kip è stata trasmessa in anteprima negli Stati Uniti d'America dalla ABC tra il 27 novembre 1980 e il 30 aprile 1981.
| nº | Titolo originale              | Titolo italiano | Prima TV USA     | Prima TV Italia |
| -- | ----------------------------- | --------------- | ---------------- | --------------- |
| 1  | Pilot                         |                 | 27 novembre 1980 |                 |
| 2  | My Brother, My Sister, Myself |                 | 4 dicembre 1980  |                 |
| 3  | Loathe Thy Neighbor           |                 | 11 dicembre 1980 |                 |
| 4  | Macho Man                     |                 | 18 dicembre 1980 |                 |
| 5  | What Price Glory?             |                 | 1º gennaio 1981  |                 |
| 6  | Kip and Sonny's Date          |                 | 8 gennaio 1981   |                 |
| 7  | Beauty and the Beasts         |                 | 15 gennaio 1981  |                 |
| 8  | Revenge                       |                 | 22 gennaio 1981  |                 |
| 9  | Amy's Career                  |                 | 29 gennaio 1981  |                 |
| 10 | Gotta Dance                   |                 | 5 febbraio 1981  |                 |
| 11 | Sonny Boy                     |                 | 12 febbraio 1981 |                 |
| 12 | How Great Thou Art            |                 | 19 febbraio 1981 |                 |
| 13 | Kip Quits                     |                 | 26 febbraio 1981 |                 |
| 14 | Only the Lonely               |                 | 12 marzo 1981    |                 |
| 15 | The Rewrite                   |                 | 19 marzo 1981    |                 |
| 16 | The Show Must Go On           |                 | 26 marzo 1981    |                 |
| 17 | The Hospital                  |                 | 2 aprile 1981    |                 |
| 18 | Best Friends                  |                 | 9 aprile 1981    |                 |
| 19 | Cahoots                       |                 | 30 aprile 1981   |                 |